# Україна в Другій світовій війні
Украї́на у Дру́гій світові́й війні́ — події Другої світової війни, що стосуються заселених українцями земель на території УРСР, РРФСР, БРСР, Польщі, Чехословаччини, Румунії.
- Участь України як УРСР в складі СРСР у Другій світовій війні привела до членства УРСР в ООН.
- А протистояння УПА проти влади СРСР у Другій світовій війні на теренах України заклало основи державного суверенітету сучасної України у державному змаганні української нації.

## Наслідки Першої світової війни
Одним із наслідків Першої світової війни стало зруйнування чотирьох імперій: Російської, Австро-Угорської, Османської і Німецької. До Російської та Австро-Угорської імперій на той час належала українська етнічна територія
Значна частина бойових дій світової війни відбувалася на українській етнічній території. Українці брали участь у війні на боці обох блоків держав-супротивників. Країни-учасниці втратили убитими понад 10 млн солдатів і близько 12 млн мирних жителів, близько 55 млн чоловік були поранені. Число загиблих та постраждалих українців у цій війні достеменно невідомо.
Ще до завершення Першої світової війни постала незалежна Українська держава. На початку 1918 року вона була визнана і брала участь в укладенні мирової угоди у Бересті (Брест-Литовському). Делегація Української держави була присутня і намагалася відстоювати інтереси українців на перемовинах під час Паризької конференції 1919 року.

### Поділ української етнічної території
За рішеннями Паризької мирової конференції, а пізніше на підставі Ризького, Сен-Жерменського, Тріанонського договорів українська етнічна територія була поділена між чотирма державами: найбільша частина — Кубань, Лівобережна Україна, Слобожанщина, Причорномор'я, частина Полісся і Правобережної України були захоплені військами РРФСР і увійшли до її складу; значна частина території — Галичина, Лемківщини, Посяння, Підляшшя, Холмщина, Волинь — була анексована Польщею; частина земель Буковини і Придністров'я були окуповані Румунією; землі Закарпаття відійшли до складу новоутвореної Чехо-Словаччини.
В 1938–1939 автономна Карпатська Україна у складі Чехословаччини була в результаті Мюнхенської змови і розділу Чехословаччини захоплена Угорщиною.
28 червня — 3 липня 1940 року Червона армія здійснила військову операцію для примусової передачі Румунією Бессарабії та Північної Буковини до складу СРСР. Радянська сторона планувала повномасштабне військове вторгнення до Румунії, але, за кілька годин до початку операції, король Румунії Кароль II прийняв ультимативну ноту радянської сторони й погодився передати Бессарабію (анексовану нею в УНР 1918 року) та Північну Буковину до СРСР.
Військова операція із зайняття території радянськими військами тривала 6 днів, в результаті захоплено територію Бессарабії (44 000 км² з населенням 3,2 млн чол.), Північної Буковини (6 000 км 2 з населенням 500 000 чол.) та регіон Герца (304 км² з населенням 25 000 чол.).
2 серпня 1940 з частини захоплених земель, а також території Молдавської АРСР створена Молдавська Радянська Соціалістична Республіка, попередник сучасної Республіка Молдова. Північна Буковина і Південна Бессарабія увійшли до складу Української РСР.

## Радянсько-німецький договір
Внаслідок Секретного додаткового протоколу про розмежування сфер інтересів до Договору про ненапад між Німеччиною і Радянським Союзом сталося вторгнення СРСР до Польщі в 1939, до УРСР насильно приєднана Західна Україна, а в 1940 — Північна Буковина і українська частина Бессарабії. Всі ці територіальні надбання разом із Закарпаттям будуть визнані в кінці війни, з підписанням Паризького мирного договору 1947 року.
Після підписання Договору про ненапад між Німеччиною і Радянським Союзом армії нацистської Німеччини (1 вересня 1939) і СРСР (17 вересня 1939) вдерлися до Польщі. Територія Польщі була розділена між двома державами.

## Західноукраїнські землі
В Україні 30 червня 1941 — ОУН Бандери (Бандерівці) у Львові проголосила акт відновлення Української Держави. Німецька окупаційна влада заарештувала керівників ОУН і відправила їх у концтабори.
До кінця першої декади липня німецькі війська захопили Латвію, Литву, Білорусь, значну частину України, Молдову та Естонію. Основні сили радянського Західного фронту розгромлені в Білостоцько-Мінській битві.

## Бойові дії на українській етнічній території
Події Другої світової війни відбувалися на українській етнічній території від 1939 до 1944 року.
Українці у складі польської армії взяли участь у бойових діях з Вермахтом з перших годин війни 1 вересня 1939 року. Від 17 вересня їм довелося воювати ще й з частинами Червоної армії.
17 вересня 1939 року війська Червоної армії під командуванням маршала С. К. Тимошенка, вторглись на територію Польщі — у Східну Галичину та Західну Білорусь. Українці брали участь у бойових діях на боці Польщі і на боці СРСР. Захоплені Червоною армією в полон українці,— громадяни Польщі,— частково були через деякий час звільнені з полону. Офіцери-українці, як і їх співгромадяни поляки, утримувались у таборах, а пізніше були знищені за рішенням керівництва СРСР.
У вересні 1939 року керівництво Третього рейху і СРСР поділили завойовану територію Польщі між двома державами. Галичина і Волинь з українським населенням були приєднані до СРСР (УРСР). Територія УРСР була збільшена на  1 тис. км², населення — на 1 млн осіб.
Німецька армія вторглася в Радянський Союз 22 червня 1941 року, починаючи чотирирічну безперервну війну. Загалом, кількість українців, які воювали в лавах Радянської Армії оцінюється від 4,5 млн до 7 мільйонів. Переважна більшість боїв у Німецько-радянській війні відбулася на Східному фронті, і нацистська Німеччина втратила 93 % своїх військ саме там.
В 1945 р. СРСР підписав договір із Чехословаччиною, згідно з яким Закарпаття приєднується до УРСР, відповідно до якого була створена в 1946 Закарпатська область зі столицею в Ужгороді.
На окупованій військами Німеччини частині території УРСР був збережений радянський тип колгоспного ладу у формі «громадських дворів», здійснювався геноцид проти єврейського населення і решти населення (в основному українського), багато було депортовано на примусові роботи до Німеччини. Українці становили значну частину Червоної Армії і її керівництва.

### Окупація українських земель
Українські етнічні землі під час другої світової війни входили до адміністративно-територіальних одиниць на території різних держав: Румунії, Німеччини, СРСР, Угорщини.
Румунія окупувала території між Бугом і Дністром, всю Одеську, південні райони Вінницької і західні — Миколаївської області та частину Молдавської РСР, які отримали назву «Трансністрія».
Угорщина окупувала Карпатську Україну, утворивши на її території Закарпатське губернаторство.
Частина українських земель у складі СРСР постійно змінювалась відповідно до переміщення лінії фронту. На цій території зберігався довоєнний адміністративний поділ та органи влади.
Питання остаточних легальних форм Райхскомісаріату Україна та правового статусу його мешканців Гітлер залишив неясними. Національні почування українців у Райхскомісаріаті Україна мали підтримуватись настільки, наскільки така політика ділила українців та росіян, усуваючи небезпеку спільного протинімецького фронту. Це були головні мотиви, наприклад, для введення в Райхскомісаріаті Україна, поряд з німецькою урядовою мовою української з винятком російської; карбованця замість рубля тощо. Поза тим нацистська політика ослаблювала та сповільнювала ті потенційні чинники національної свідомості, які могли стати важливим елементом у змаганнях до незалежності взагалі. Ослаблення населення з біологічного погляду велося виморенням голодом, обмеженням санітарно-медичної обслуги, нелюдською поведінкою з вивезеними до Німеччини українськими робітниками (приблизно 1,5 млн) і радянськими військовополоненими та масовими екзекуціями різних груп населення за фактичну чи уявну підтримку руху опору.
Жорстокий окупаційний режим призвів до різкого посилення антинімецьких настроїв в Україні. Одним із безпосередніх наслідків стало розгортання на території райхскомісаріату радянського партизанського та українського націоналістичного повстанського рухів. Повстанські і партизанські загони контролювали значну частину території райхскомісаріату і перешкоджали постачанню техніки і продовольства для німецьких військ. Окремі керівники нацистської партії мали намір віддати Коха під партійний суд за розладнання надійного тилу, відсутність якого стала однією з головних причин поразки німецьких військ на Східному фронті. Після вигнання німців Радянською армією з українських територій «Райхскомісаріат Україна» офіційно ліквідовано 10 листопада 1944.

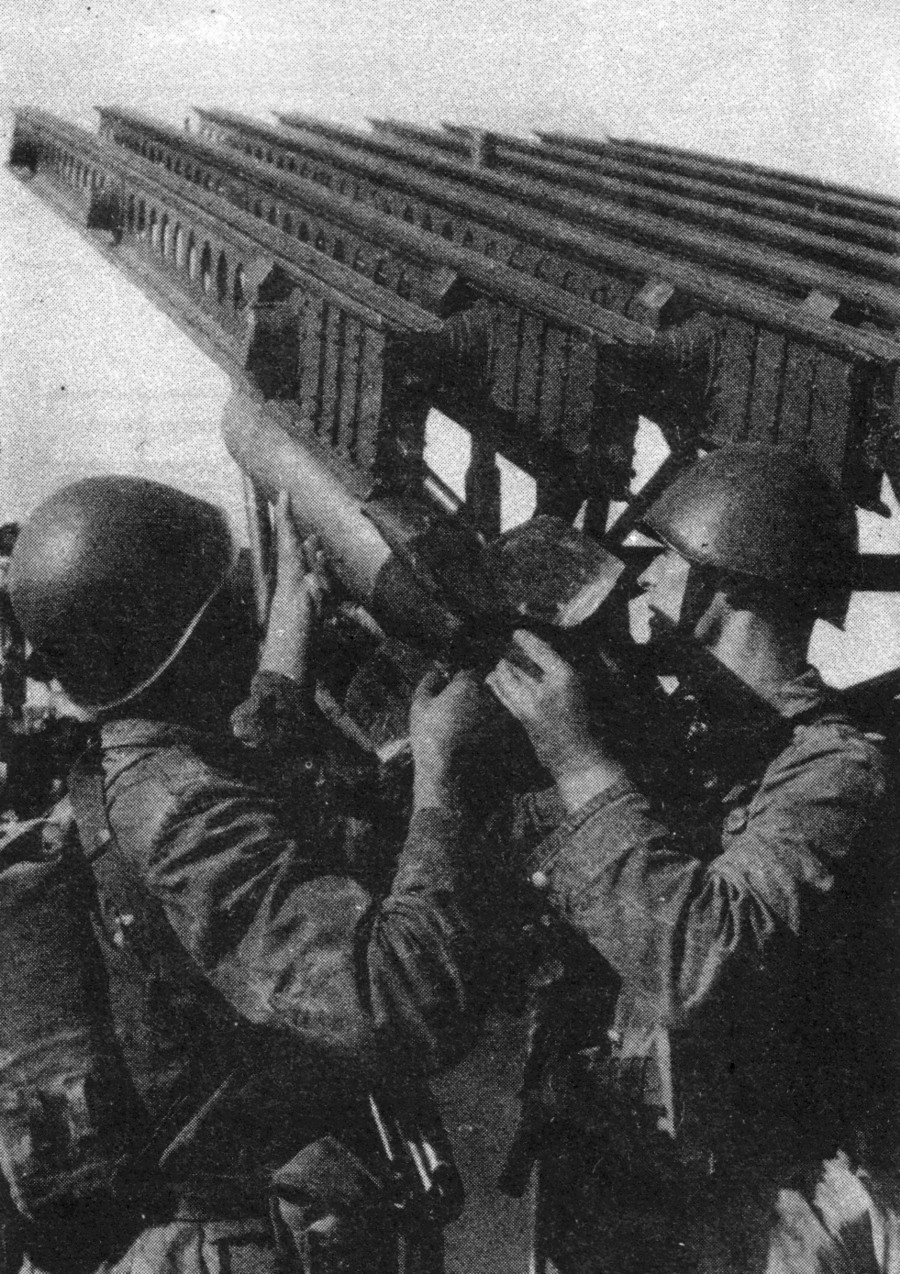
Катюша (реактивна установка)

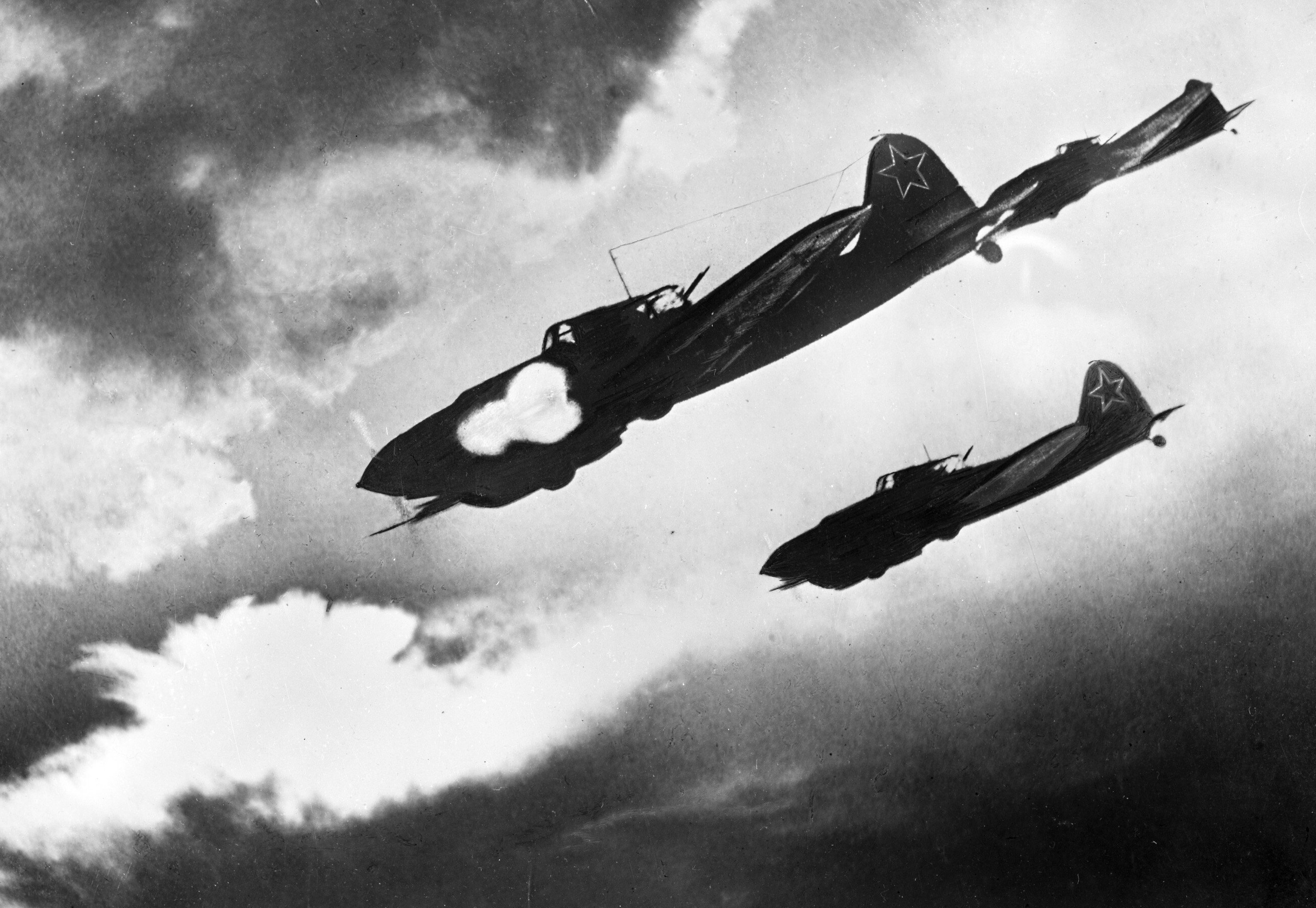
Радянські Іл-2 атакують колону Вермахту під час Курської битви, 1 липня 1943 р.

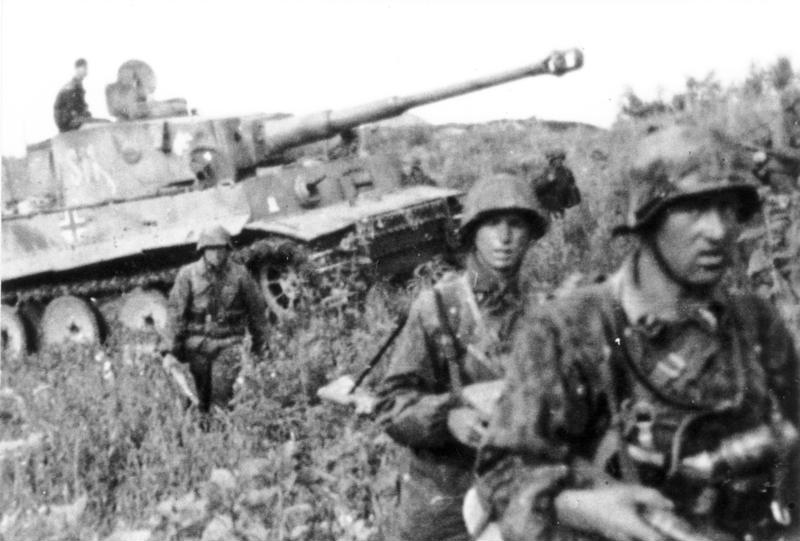
Німецькі піхотинці 2-ї танкової дивізії СС «Дас Райх» за підтримки танків Panzer VI «Тигр» в боях на Курській дузі. Воронезький фронт. Літо 1943

18 січня внаслідок наступу Червоної Армії прорвано кільце блокади навколо Ленінграда. Блокада тривала з 8 вересня 1941 року по 27 січня 1944 року — 872 доби.
Впродовж зимового наступу Червоної армії і наступного контрнаступу вермахту у Східній Україні в центрі радянсько-німецького фронту утворився виступ завглибшки до 150 і шириною до 200 кілометрів, обернений на захід (так звана «Курська дуга»). Німецьке командування вирішило здійснити стратегічну операцію на Курському виступі. Для цього розроблено і в квітні 1943 року затверджено військову операцію під кодовою назвою «Цитадель». Маючи дані про підготовку німецьких військ до наступу, Ставка Верховного Головнокомандування вирішила тимчасово перейти до оборони на Курській дузі і в ході оборонної битви знекровити ударні угрупування ворога і цим створити сприятливі умови для переходу радянських військ у контрнаступ, а потім у загальний стратегічний наступ.
5 липня розпочалася, а 23 серпня завершилася Курська битва. Було знищено 30 німецьких дивізій, зокрема 7 танкових (серед яких елітні дивізії військ СС «Лейбштандарт СС Адольф Гітлер», «Мертва Голова», «Рейх», «Вікінг»). Почався відступ німецьких військ по всій лінії фронту — їм доводиться залишити Орел, Бєлгород, Новоросійськ. Почалися бої за Білорусь і Україну. В битві за Дніпро Червона Армія завдала Німеччині чергової поразки, окупувавши Лівобережну Україну і Кримський півострів.
Наприкінці 1943 — у першій половині 1944 року основні бойові дії проходили на південній ділянці фронту. Німці залишили територію України. Червона Армія зайняла землі Правобережної України, Крим, вийшла до Карпат, вступила на територію Румунії. Крім того Червона армія здійснила грандіозний наступ у Білорусі (Білоруська операція 1944 р.) та Західній Україні. Радянські війська вийшли до кордонів Східної Пруссії, вступили на землі Польщі, разом із польськими військами продовжили наступ.
- 23-25 квітня відбувся бій під Гурбами — найбільший бій між військами УПА та НКВС. В бою брало участь близько 10 тисяч бійців УПА. Проти повстанців НКВС кинуло 5 бригад солдатів і деякі частини Червоної Армії, авіацію, бронепоїзди, 15 легких танків, полк кінноти — всього близько 30 000 солдатів[12]. Літаки використовувалися для розвідки, аби виявити більші скупчення підрозділів УПА.

## Життя цивільного населення під окупацією
Наприкінці 1939 — упродовж 1940 р. на територію Генерального губернаторства перебралося з підрадянської частини Галичини від 20 до 30 тис. лише українських політичних біженців. Великі групи біженців складалися переважно з осіб певної національності (жиди, поляки, українці, німці).

## Участь українців у збройних формуваннях різних країн й партизанській боротьбі
Українці брали участь у бойових діях у складі збройних сил СРСР, Канади, Австралії, Польщі, Чехо-Словаччини, Німеччини, Румунії.
| Країна             | Кількість | Відсоток українців в армії |
| ------------------ | --------- | -------------------------- |
| Радянський Союз    | 7,000,000 | 23%                        |
| Німеччина          | 250,000   | 0,014%                     |
| Польща             | 120,000   | 16%                        |
| Українська держава | 100,000   | 46%                        |
| Сполучені Штати    | 80,000    | 0,005%                     |
| Британська імперія | 45,000    | 0,003%                     |
| Франція            | 6,000     | 0,002%                     |

### УПА
Розпочала свою діяльність з весни 1943 року на територіях, які до 1939–1940 років входили до складу Польщі і Румунії: райхскомісаріату Україна (Генеральна округа Волинь-Поділля) — з кінця березня 1943, Генерал-губернаторства (Галичина — з кінця 1943, Холмщина — з осені 1943) та румунської Трансністрії (Північна Буковина) — з літа 1944.
УПА діяла до 1953 року, коли активні її дії припинено, а окремі вогнища спротиву діяли впродовж 1950-1960-х років. З 1943 по 1950 роки Головним Командиром УПА був генерал Роман Шухевич, з 1950 по 1954 рр. — Василь Кук.
Ставлення до історії УПА в українському суспільстві впродовж років незалежності коливається між позитивним (борці за незалежність) і протилежним (німецькі колаборанти): сама оцінка часто спирається на пропагандистські штампи обох сторін. Питання про офіційне визнання УПА воюючою стороною у Другій світової війні та пов'язане з цим питанням надання ветеранам УПА пільг на державному рівні (декілька західних областей вже прийняли це рішення на своєму рівні), досі залишаються невирішеними. З 2005 року в Україні офіційно святкуються річниці створення УПА (14 жовтня 1942, свято Покро́ви Пресвято́ї Богоро́диці).
Боротьба Української повстанської армії — складова Українського визвольного руху 1920—1950 років.
Коли нацистська Німеччина та її союзники розпочали операцію Барбаросса в 1941 році, багато поляків і українців, втомившись від гніту СРСР дивилися на загарбників, як визволителів. Українські націоналістичні активісти відчули у той момент, що потрібно скористатися влучним моментом для створення незалежної Української держави. На початку війни, німці заохочували деякою мірою українських націоналістів, обіцянками про проголошення «Великої України». Вони хотіли використати антирадянську ворожість.

## Наслідки Другої світової війни для українців

### Людські втрати України
Загалом вже до 22 червня 1941 року у складі різних армій полягло не менше 100 тисяч українців.
За офіційною статистикою СРСР представництво всіх національностей у складі Червоної армії відповідало їх відсотковому співвідношенню за даними передвоєнного перепису населення СРСР.
Загальні втрати українських цивільних осіб під час нацистської окупації оцінюються близько семи мільйонів осіб, з яких близько мільйона вбитих айнзатцкомандами. Багато мирних жителів стали жертвами жорстокого поводження, примусової праці чи помсти у зв'язку з нападом партизан на німців. Серед одинадцяти мільйонів червоноармійців, близько чверті були етнічні українці.
Крім того, в Україні проводились одні з найбільш активних бойових дій під час війни — від Київського оточення, де німці захопили понад 660 тисяч радянських солдатів і оборони Одеси до перетину Дніпра радянськими військами.
Вивченню людських втрат України доби Другої світової війни присвячений державний проект «Книга Пам'яті України».

### Військові операції
- Прикордонні битви (1941)
- Битва за Київ (1941)
- Битва під Уманню
- Оборона Одеси (1941)
- Барвінково-Лозовська операція
- Харківська операція 1942
- Ізюм-Барвінківська операція
- Бєлгородсько-Харківська операція
- Донбаська операція (1943)
- Битва за Дніпро
- Чернігівсько-Полтавська стратегічна операція
- Чернігівсько-Прип'ятська наступальна операція
- Дніпровська повітряно-десантна операція
- Битва за Київ (1943)
- Житомирсько-Бердичівська наступальна операція 1943-1944
- Кіровоградська операція
- Рівненсько-Луцька операція
- Корсунь-Шевченківська операція
- Проскурівсько-Чернівецька операція
- Умансько-Ботошанська операція
- Березнегувато-Снігурівська наступальна операція
- Львівсько-Сандомирська операція
- Східно-Карпатська операція
- Карпатсько-ужгородська наступальна операція 1944

### Інше
- Втрати України в Другій Світовій війні
- Пакт Молотова — Ріббентропа
- Карпатська Україна
- Мюнхенська угода 1938 року
- Атлантична хартія
- Московська конференція (1943)
- Конференція керівників урядів трьох союзних держав у Тегерані 1943
- Кримська конференція керівників урядів трьох союзних держав 1945
- Потсдамська конференція
- Конференція Об'єднаних Націй у Сан-Франциско (1945)
- Операція «Вісла»
- Гельсінські угоди
- Демографічні втрати України в першій половині XX століття
- Антифашистські мітинги представників українського народу